# Zwischen Himmel und Erde (Erzählung, 1856)
Zwischen Himmel und Erde ist eine Erzählung des deutschen Schriftstellers Otto Ludwig aus dem Jahre 1856.

## Handlung
Im Mittelpunkt des Romans steht ein Familienkonflikt. Apollonius Nettenmair und Christiane lieben sich insgeheim, sie sind jedoch zu schüchtern, dies dem anderen eindeutig zu signalisieren. Appolonius’ älterer lebenslustiger und gewissenloser Bruder Fritz bemerkt dies, verspricht ihm, sich als Werber für ihn bei dem Mädchen einzusetzen, nutzt jedoch die Situation durch Falschinformationen – gegenseitiges Desinteresse bzw. Abneigung der Liebenden – für sich aus, instrumentalisiert den autoritären Vater, den Rivalen zur weiteren Ausbildung nach Köln zu schicken und erreicht schließlich sein Ziel, Christiane zu heiraten.
Sie haben bereits drei Kinder, als der alte, fast erblindete Vater seinen Jüngsten zur Unterstützung des Schieferdachdeckerbetriebs zurückruft. Fritz gelingt es weiterhin, sein Lügengebäude aufrechtzuerhalten, gerät aber zunehmend unter Druck, als Christiane durch zufällig gefundene Briefe Apollonis’ an den Bruder aus Köln die Wahrheit erfährt, sich aber wegen ihrer Familiensituation noch nicht getraut, den Schwager zu informieren.
Die Enthüllung der Wahrheit verläuft in mehreren Etappen. Fritz leidet immer mehr an Realitätsverlust, er sieht sich nicht als Täter, sondern als Opfer von Verschwörungen seiner Frau und des Bruders, vernachlässigt seine Arbeit, ist mitschuldig am Tod der kleinen Tochter, wird alkoholabhängig und verschuldet sich und den Betrieb. Schließlich manipuliert er Apollonius’ Seile. Aber nicht der Bruder, sondern ein anderer Dachdecker, der die Ausrüstung gestohlen und damit Apollonius’ Aufstieg zum Turm verhindert hat, stürzt ab. Vater Nettenmair erfährt die Wahrheit, will sie aber vor der Öffentlichkeit geheim halten. Er stellt den Sohn zur Rede und fordert ihn auf, sich zur Ehrenrettung der Familie, als Arbeitsunfall getarnt, vom Turm zu stürzen. Durch die Nachricht von Apollonius’ unversehrter Rückkehr kommt es jedoch nicht zur Ausführung des väterlichen Urteils. Stattdessen verbannt der Vater den Sohn und zwingt ihn zur Auswanderung nach Amerika. Fritz willigt scheinbar ein, reist ab, kehrt aber zurück, um sich mit dem Bruder, dem er Christiane nicht gönnt, vom Kirchturm zu stürzen. Dieser kann jedoch dem Ansturm ausweichen und sich dadurch retten. Die Öffentlichkeit interpretiert die Tat als Selbstmord einer gescheiterten Existenz. Der fleißige Apollonius dagegen, der inzwischen den Betrieb saniert und die Schulden getilgt hat, wird gegen Ende des Romans zum Helden verklärt: Nachdem er in einer Gewitternacht nach einem Blitzeinschlag in einer tollkühnen Aktion den Brand des Kirchturms gelöscht und damit die Ausbreitung des Feuers auf die Fachwerkgebäude verhindert hat, wird er als Retter der Stadt gefeiert.
Nach Fritzens Tod könnten Apollonius und Christiane heiraten, zumal die Öffentlichkeit dies erwartet und der Vater die Verhältnisse ordnen möchte, bevor Gerüchte über eine unmoralische Beziehung entstehen. Apollonius kann in seiner übersteigerten Gewissenhaftigkeit den Befehl jedoch nicht ausführen. Zum ersten Mal in seinem Leben widersetzt er sich zwar einem väterlichen Gebot und übernimmt endgültig die Führung des Familienunternehmens, aber er ist andererseits Gefangener seines übersteigerten Gewissens und gibt sich, obwohl ihm sein Verstand das Gegenteil sagt, eine Mitschuld am Tod des Bruders. Er hat teilweise dessen kranke Perspektive übernommen. So lebt er mit Christiane friedlich, geschwisterlich zusammen, erweitert den Betrieb um eine Schiefergrube und sorgt für die beiden Söhne. Der Ältere wird sein Nachfolger, für den Jüngeren arrangiert er eine Ehe mit der Erbin der Kölner Firma.

## Zeitrahmen der Handlung
Eine historische Einordnung ist schwierig, da Anspielungen auf politische Ereignisse fehlen. Die Romanhandlung spielt vermutlich in der ersten Hälfte des 19. Jhs. in einer namentlich nicht benannten thüringischen oder sächsischen Kleinstadt (Kirchturmreparatur im nahe der Stadt gelegenen Brambach als Hinweis) und in Köln während Apollonius’ Arbeit beim Vetter.

## Rezeption
Der Sprachkritiker Eduard Engel wertete Zwischen Himmel und Erde als Meisterwerk: „Mit seiner außerordentlichen, beinahe quälenden Spannung, der künstlerischen Spiegelung der Wirklichkeit, der tiefgrabenden Seelenzeichnung steht dieser Roman einzig in unserer erzählenden Dichtung da.“ Franz Mehring, der Otto Ludwig das Ideal eines modernen Dichters absprach, urteilte im Hinblick auf diese Erzählung: „Aber da er es mit seiner Kunst immer ehrlich meinte, so ist ihm, trotz aller Beschränkung und gerade in ihr, doch ein Werk gelungen, das zum dauernden Besitz der deutschen Literatur gehört.“ Alfred Döblin, ein weiterer Bewunderer Otto Ludwigs, befand, dass Zwischen Himmel und Erde „unverändert die hervorragendste Erzählerleistung“ sei, die er aus der deutschen Literatur kenne, und machte in diesem Zusammenhang auf Ludwigs Anwendung des Inneren Monologs aufmerksam. Nach Armin Gebhardt ragt Zwischen Himmel und Erde, neben den Novellen Die Heiteretei und Aus dem Regen in die Traufe, aus dem erzählerischen Werk Ludwigs hervor.
Den von vielen Leserinnen und Lesern – z. B. Paul Heyse (1856) und Julian Schmidt (1857) – kritisierten vermeintlich unstimmigen Romanschluss mit der idealisierten asketischen Beziehung zwischen Apollonius und Christiane, die nach ihrer langen Leidenszeit bis zu Fritzens Tod eigentlich ihre von ihm intrigant verhinderte Liebe leben könnten, verteidigt der Autor in seiner ausführlichen Interpretation: „Meine Absicht war, das typische Schicksal eines Menschen darzustellen, der zuviel Gewissen hat, das zeigt neben seiner Zeichnung der Gegensatz seines Bruders, der das typische Schicksal des Menschen, der zu wenig Gewissen hat, versinnbildlichen soll. Dann der Gegensatz, wie der zu gewissenhaft angelegte den anderen immer schlimmer, dieser jenen immer ängstlicher macht. Es ist des Allzugewissenhaften, des geborenen sittlichen Hypochondristen […] typisches Schicksal, da er gewissermaßen den Katzenjammer hat von den Räuschen, die sich andere trinken.“

## Filmadaption
Harald Braun verfilmte 1942 den Familienkonflikt von Ludwigs Erzählung im gleichnamigen Film Zwischen Himmel und Erde, verlegte jedoch Handlungszeit und -orte, baute weitere Handlungen (Kriegszeit) und Personen ein und schloss mit einem Happy End.